# Dan Inosanto

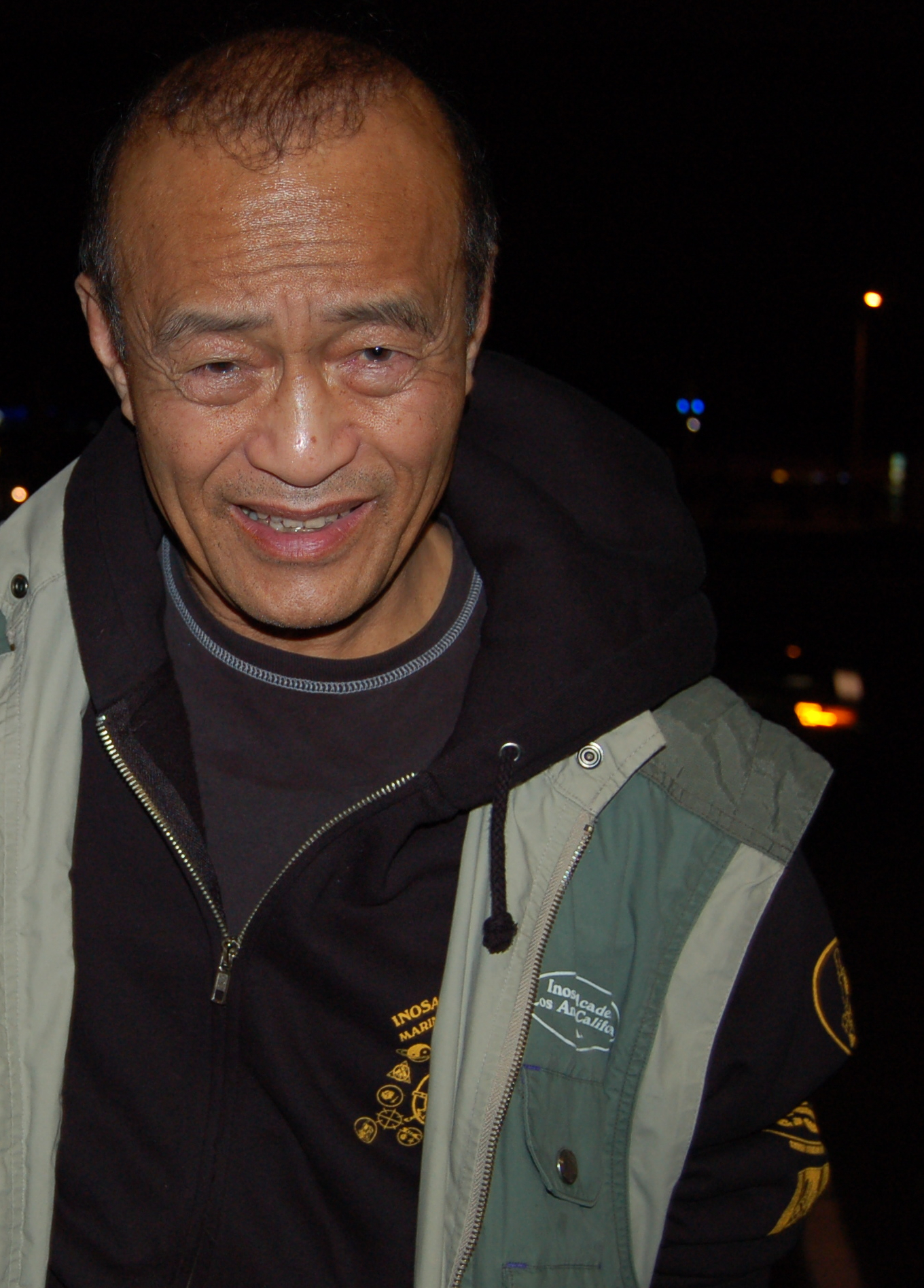
Dan Inosanto

Daniel Arca Inosanto (* 24. Juli 1936 in Stockton, Kalifornien) ist ein US-amerikanischer Lehrer der philippinischen Kampfkünste. Als Nachfolger Bruce Lees lehrt er Jeet Kune Do (JKD), außerdem Inosanto Kali, Grappling, Muay Thai und Pencak Silat. Bevor er von Bruce Lee unterrichtet wurde, trainierte er American Kenpo unter Ed Parker, dem Begründer dieses Stiles. Unter Inosantos Führung entwickelten sich zahlreiche hervorragende Kampfsportler, wie zum Beispiel Paul Vunak, der Begründer des Progressive Fighting System.
Lee hatte nur drei seiner Schüler dazu ermächtigt, die Prinzipien des JKD zu unterrichten und weiterzuentwickeln: Dan Inosanto, James Yimm Lee und Taky Kimura.
Inosanto leitet die Kampfsportschule The Inosanto Academy in Marina del Rey, Kalifornien.

## Inosanto Kali
Anfang der 1970er Jahre entwickelte Inosanto mit dem Inosanto Kali eine eigene Stilrichtung des klassischen Kali-Kampfsports. Die Haupteinflüsse des Inosanto Kali kommen aus dem Villabrille Kali, dem Pekiti-Tirsia Kali, dem Illustrissimo Kali, dem Serrada Escrima, dem Largo Mano und dem Krabi Krabong. Die Prinzipien des Kali vermischte Inosanto mit denen des Jeet Kune Do.

## Filme
- 1978: Bruce Lee – Mein letzter Kampf (Game of Death)
- 1981: Skirmish
- 1981: Chinese Stuntman
- 1981: Sharky und seine Profis (Sharky's Machine)
- 1986: Big Trouble in Little China
- 1991: Deadly Revenge – Das Brooklyn-Massaker
- 1993: Curse of the Dragon
- 1996: Flucht aus L.A. (John Carpenter’s Escape from L.A.)
- 2007: Big Stan
- 2008: Redbelt